# Furcraea
Genre
Synonymes
- Fourcroya		Spreng.
- Funium 		    Willemet
- Roezlia 			Laurentius[1]

Furcraea est un genre de plantes succulentes de la famille des Asparagaceae, sous-famille des Agavoideae, originaire des régions tropicales du Mexique, des Caraïbes, d'Amérique centrale et du nord de l'Amérique du Sud. Des plantes de ce genre fournissent des fibres naturelles, connues sous les noms de fique (en) ou cabuyo. Le nom de ce genre botanique fait référence au chimiste, et homme politique français, Antoine-François de Fourcroy.

## Liste d'espèces
Selon ITIS (11 mai 2014) :
- Furcraea foetida (L.) Haw.
- Furcraea hexapetala (Jacq.) Urb.
- Furcraea selloa K. Koch
- Furcraea tuberosa (Mill.) W.T. Aiton

Selon World Checklist of Selected Plant Families (WCSP) (11 mai 2014) :
- Furcraea acaulis (Kunth) B.Ullrich (1992)
- Furcraea andina Trel. (1915)
- Furcraea antillana A.Álvarez, Anales Inst. Biol. Univ. Nac. Autón. México (1996)
- Furcraea boliviensis Ravenna (1978)
- Furcraea cabuya Trel., Ann. Jard. Bot. Buitenzorg (1910)
  - variété Furcraea cabuya var. cabuya
  - variété Furcraea cabuya var. integra Trel., Ann. Jard. Bot. Buitenzorg (1910)
- Furcraea depauperata Jacobi (1866)
- Furcraea foetida (L.) Haw. (1812)
- Furcraea guatemalensis Trel. (1915)
- Furcraea guerrerensis Matuda (1966)
- Furcraea hexapetala (Jacq.) Urb. (1903)
- Furcraea longaeva Karw. & Zucc. (1833)
- Furcraea macdougalii Matuda (1955)
- Furcraea martinezii García-Mend. & L.de la Rosa (2000)
- Furcraea niquivilensis Matuda ex García-Mend. (1999)
- Furcraea occidentalis Trel. (1913)
- Furcraea parmentieri (Roezl) García-Mend. (2000)
- Furcraea quicheensis Trel. (1914)
- Furcraea samalana Trel. (1915)
- Furcraea selloa K.Koch (1860)
- Furcraea stratiotes Petersen (1922)
- Furcraea stricta Jacobi, Abh. Schles. Ges. Vaterl. Cult. (1869)
- Furcraea tuberosa (Mill.) Aiton (1811)
- Furcraea undulata Jacobi, Abh. Schles. Ges. Vaterl. Cult. (1869)

Selon NCBI (11 mai 2014) :
- Furcraea cahum
- Furcraea gigantea
- Furcraea guatemalensis
- Furcraea longaeva
- Furcraea macdougallii
- Furcraea pubescens

Selon Tropicos (11 mai 2014) :
- Furcraea acaulis (Kunth) B. Ullrich
- Furcraea agavephylla Brot. ex Schult.
- Furcraea aitonii Jacobi
- Furcraea albispina Baker
- Furcraea altissima L.H. Bailey
- Furcraea andina Trel.
- Furcraea antillana A. Álvarez
- Furcraea aspera (Jacq.) M. Roem.
- Furcraea atroviridis Jacobi & Göpp.
- Furcraea australis Haw.
- Furcraea barillettii Jacobi
- Furcraea bedinghausii K. Koch
- Furcraea boliviensis Ravenna
- Furcraea cabuya Trel.
- Furcraea cahum Trel.
- Furcraea cantala Haw.
- Furcraea commelyni (Salm-Dyck) Kunth
- Furcraea cubensis (Jacq.) Vent.
- Furcraea deledevanti C. Rivière
- Furcraea demouliniana Jacobi
- Furcraea depauperata Jacobi
- Furcraea elegans Tod.
- Furcraea flavo-viridis Hook.
- Furcraea foetida (L.) Haw.
- Furcraea geminispina Jacobi
- Furcraea gigantea Vent.
- Furcraea group Giganteae J.R. Drumm.
- Furcraea group Minores J.R. Drumm.
- Furcraea guatemalensis Trel.
- Furcraea guerrerensis Matuda
- Furcraea hexapetala (Jacq.) Urb.
- Furcraea humboldtiana Trel.
- Furcraea interrupta Trel.
- Furcraea ixtli García-Mend.
- Furcraea lindeni Jacobi
- Furcraea lipsiensis Jacobi
- Furcraea longa Sm.
- Furcraea longaeva Karw. & Zucc.
- Furcraea macdougalii Matuda
- Furcraea macdougallii Matuda
- Furcraea macrophylla Baker
- Furcraea madagascariensis Haw.
- Furcraea martinezii García-Mend. & see de la Rosa, Laura
- Furcraea melanodonta Trel.
- Furcraea niquivilensis Matuda ex García-Mend.
- Furcraea occidentalis Trel.
- Furcraea parmentieri (Roezl ex Ortgies) García-Mend.
- Furcraea pubescens Tod.
- Furcraea quicheensis Trel.
- Furcraea rigida (Mill.) Haw.
- Furcraea roezlii André
- Furcraea roezlii Baker
- Furcraea samalana Trel.
- Furcraea selloa K. Koch
- Furcraea sobolifera Cels ex Jacobi
- Furcraea spinosa O. Targ.Tozz.
- Furcraea stratiotes J.B. Petersen
- Furcraea stricta Jacobi
- Furcraea tuberosa (Mill.) W.T. Aiton
- Furcraea tubiflora Kunth & Bouché
- Furcraea tubiflora Kunth & C.D. Bouché
- Furcraea undulata Jacobi
- Furcraea valleculata Jacobi
- Furcraea vivipara auct.
- Furcraea watsoniana Sander